# Jonathan Becerra
Jonathan Leonardo Becerra Hernández (Guadalajara, Jalisco; 29 de marzo de 1993) o simplemente Jonathan Becerra, es un actor y cantante mexicano.

## Biografía
Jonathan Leonardo Becerra Hernández nació el 29 de marzo de 1993 en Guadalajara, Jalisco.
Becerra inicio su carrera a los 10 años de edad participando en la segunda temporada del programa de telerrealidad infantil-musical Código F.A.M.A., en el cual, dicha temporada resultó ganador del primer lugar llamado «Código Oro», teniendo la oportunidad posteriormente de participar en un programa de televisión producida por Televisa y grabar su primer disco musical.
Meses después de haber participado en Código F.A.M.A., fue convocado por la showrunner Rosy Ocampo —quien fue también productora del concurso— para actuar en la telenovela infantil Misión SOS (2004–05) como Álex, al lado de Maribel Guardia, Guillermo Capetillo, Manuel Ojeda, Diego Boneta, Allisson Lozz y Miguel Martínez, y siendo esta telenovela parte del premio que ganó en dicho programa.
En el 2005, saca su primer disco con nombre homónimo, Jonathan, en el que incluye el tema «La cumbia del marciano».
En 2006, Becerra participó en el programa de concursos infantil-deportivo, La energía de Sonric’slandia, además de tener un cameo corto en una escena de La fea más bella.
En 2009, regresa a la televisión a través de Camaleones, en un rol secundario en el que compartió escenas con Pee Wee, además de aparecer en ese mismo año hasta 2013, en 5 episodios de la Serie de antología La rosa de Guadalupe.
En 2010 participó en la telenovela producida por Roberto Gómez Fernández y Giselle González, Para volver a amar, interpretando a Beto.
De 2011 a 2017, apareció en 15 episodios de la serie de antología Como dice el dicho.
En 2013, fue nuevamente convocado por Rosy Ocampo para la telenovela de comedia dramática, Qué pobres tan ricos, interpretando a José Tizoc Menchaca, uno de los roles principales de la telenovela al lado de Jaime Camil y Zuria Vega. Meses después de haber concluido el rodaje de la telenovela, Becerra participó en cuarta temporada del programa de telerrealidad musical La voz México, siendo inicialmente miembro del equipo de Julión Álvarez y después con el equipo de Laura Pausini después de un robó de integrantes.
A finales de 2017, Becerra fue seleccionado por Nicandro Díaz González para ser uno de los roles principales de la telenovela juvenil Hijas de la luna (2018), interpretando a Octavio.
A inicios de la década de 2020, participó en las dos primeras entregas de la franquicia creada y producida por Rosy Ocampo, Vencer, en Vencer el miedo (2020) interpretó a El Yeison, uno de los villanos principales y líder de La dosis, banda delictiva rival de Los Peñones liderada por Rommel; en Vencer el desamor (2020–21) le da continuidad al personaje de El Yeison a través de la historia de los gemelos Rommel y Gael (interpretados por Emmanuel Palomares), sin embargo, a diferencia de la primera entrega que fue Vencer el miedo, en Vencer el desamor solo fue una participación limitada.
En 2021, Becerra fue uno de los participantes del programa de telerrealidad de deportes extremos, El inframundo (spin off de Reto 4 elementos).
En 2022 participó en el episodio «¿Dónde estas, Yolanda?», perteneciente a la quinta temporada de Esta historia me suena, además de ser por un tiempo uno de los vocalistas de la banda La ejecutiva. 
Entre 2024 y 2025 vuelve a trabajar para Rosy Ocampo en la telenovela de comedia dramática, Papás por conveniencia, interpretando a Teodoro Rosales García «El Calacas», uno de los villanos principales de dicha telenovela. En esa misma época, participa en el segmento «Las estrellas bailan en Hoy» del programa Hoy.

### Vida privada
Jonathan Becerra contrajo matrimonio con su novia Marisol Ochoa en 2019, producto de su relación fue su primera hija Violeta, la cual, nació en 2020 en medio de la pandemia por COVID-19. En 2022 nace Yohan, su segundo hijo.

## Filmografía

### Televisión
| Año       | Título                       | Personaje                           | Notas |
| --------- | ---------------------------- | ----------------------------------- | --- |
| 2004      | Código F.A.M.A.              | Él mismo                            | Participante; ganador |
| 2004–2005 | Misión SOS                   | Alejandro «Álex» Ortega             | Rol principal; 125 episodios. |
| 2006      | La energía de Sonric’slandia | Él mismo                            | Invitado; 1 episodio. |
| 2006      | La fea más bella             | Niño vendedor de rosas              | Invitado; 1 episodio. |
| 2009      | Camaleones                   | Jonathan                            | Rol recurrente. |
| 2009–2013 | La rosa de Guadalupe         | EdgardoToribioQuiqueFernandoRuperto | Ep. «¿Un lugar llamado hogar?»Ep. «Bareback, una trampa profunda»Ep. «Adiós a los ninis»Ep. «El último combate»Ep. «Sueño de amor» |
| 2010      | Para volver a amar           | Beto                                | Rol recurrente. |
| 2011–2017 | Como dice el dicho           | Varios personajes                   | 15 episodios |
| 2014      | La voz México                | Él mismo                            | Participante; cuarta temporada |
| 2013–2014 | Qué pobres tan ricos         | José Tizoc Menchaca Martínez        | Rol principal; 167 episodios. |
| 2015–2016 | Antes muerta que Lichita     | Brayan                              | Web segmento: «Corazón enamorado»                                                                                                  |
| 2018      | Hijas de la luna             | Octavio Sánchez                     | Rol principal; 82 episodios. |
| 2020      | Vencer el miedo              | El Yeison                           | Rol principal; 47 episodios. |
| 2020      | Vencer el desamor            | El Yeison                           | Invitado; 3 episodios. |
| 2021      | El inframundo                | Él mismo                            | Participante |
| 2022      | Esta historia me suena       | Carlos                              | Ep. «¿Dónde estas, Yolanda?» |
| 2024–2025 | Papás por conveniencia       | Teodoro Rosales García «El Calacas» | Rol principal; 80 episodios. |
| 2024–2025 | Hoy                          | Él mismo                            | Participante; segmento «Las estrellas bailan en Hoy»                                                                               |